# Patrice Desbiens
Patrice Desbiens, né le 18 mars 1948 à Timmins en Ontario, est un poète, parolier, conteur et musicien franco-ontarien vivant au Québec. Son œuvre comporte de nombreux livres de poésie. Il est reconnu comme une voix poétique singulière de la littérature franco-ontarienne.

## Biographie

### Enfance et jeunesse
Patrice Desbiens est originaire de Timmins en Ontario. Après des études secondaires au Collègue du Sacré-Cœur de Timmins, Patrice Desbiens devient journaliste à L'Express de Toronto.
Il habite quelques années à Toronto vers la fin des années 1960. Puis il part vivre au Québec à Saint-Alban et ensuite à Saint-Marc-des-Carrières.

### Carrière
Comme auteur, il signe des textes dans plusieurs revues et périodiques dont Estuaire, Exit, Le Sabord, Hamilton, Express, La Souche, Réaction, Alive Press, Poetry Toronto Newsletter, Steak Haché ainsi que Rauche.
En 1985, Patrice Desbiens est finaliste pour le Prix du Gouverneur général (pour Dans l'après-midi cardiaque). Il obtient la même année, le Prix du Nouvel-Ontario.
En 1988, à la suite d'une invitation au Salon du livre de Québec, il s'installe dans la ville de Québec. Puis, il déménage à Montréal, en 1993, où il vit depuis,.
Que ce soit en tant que poète, conteur ou musicien, Desbiens est actif sur la scène littéraire et participe à des lectures publiques. Il fait notamment la tournée de Trésor de la langue de René Lussier présentée dans plusieurs maisons de la culture de Montréal, à Paris, puis en Belgique. En 1999, René Lussier réalise deux disques inspirés de cette collaboration avec Patrice Desbiens : Patrice Desbiens et Les Moyens du Bord et La grosse guitare rouge,.
En poésie, Patrice Desbiens publie plus d'une trentaine de recueils dont Amour ambulance (Écrits des Forges, 1989), Bleu comme un feu (Prise de parole, 2001), Hennissements (Prise de parole, 2002), En temps et lieux (L'Oie de Cravan, 2007), Décalage (Prise de parole, 2008), Un pépin de pomme sur un poêle à bois (Prise de parole, 2011), Vallée des cicatrices (L'Oie de Cravan, 2015) ainsi que Sous un ciel couleur cayenne (Prise de parole, 2017),,,,,,.
En 1997, il reçoit le Prix Champlain (pour Un pépin de pomme sur un poêle à bois) ainsi que le Prix de poésie Terrasses Saint-Sulpice-Estuaire en 1998 (pour son recueil La Fissure de la fiction),,.
En 2008, il remporte le Prix du Salon du livre du Grand Sudbury.
Patrice Desbiens est membre de l'Union des écrivaines et des écrivains québécois.

## Réception critique
L'œuvre poétique de Patrice Desbiens s'inscrit dans le mouvement du pays et de l'identité de la littérature franco-ontarienne, souvent interprétée comme l'expression de la condition de minoritaire. Il présente l'effort et l'originalité de la situation linguistique, dans L'espace qui nous reste (1979) :
« je vis à toronto ontario
j'ai un larousse de poche
avec 32 000 mots.
je trébuche sur ma langue.
ma langue se détache de
ma bouche.
elle se trotille, elle frémit
comme un chien mourant
sur la rue yonge. »
 Patrice Desbiens décrit l'Ontario français comme un milieu inhospitalier, notamment dans le recueil Sudbury , « cette ville qui nous écrase », « qui nous mange comme un cancer », « qui nous arrache les ailes ». Héritier de la Beat Generation, Desbiens emprunte au jazz une syntaxe éclatée, mais rythmée, de même qu'une expression populaire et contestataire,.
La poésie de Patrice Desbiens offre un ton ironique qui passe, entre autres, par l'usage de métaphores. L'écriture prosaïque, concise et répétitive de Patrice Desbiens conduit la professeure Lucie Hotte à qualifier cette approche d'« esthétique de la pauvreté ». Élizabeth Lasserre parle quant à elle d’une « rhétorique du quotidien » afin de décrire l’écriture du poète, en ce sens où la notion de quotidien affecte tous les aspects de son œuvre.

## Influence
À l'automne 2018, la députée de Québec solidaire Catherine Dorion fait les manchettes après avoir porté un t-shirt à l'effigie de Patrice Desbiens à l'Assemblée nationale du Québec,.

## Œuvres

### Poésie
- Les conséquences de la vie, Sudbury, Prise de parole, 1977, 47 p.
- L'Espace qui reste, Sudbury, Prise de parole, 1979, 92 p.  (ISBN 0920814182)
- Sudbury : textes 1981-1983, Sudbury, Prise de parole, 1983, 63 p.  (ISBN 0920814506)
- Dans l'après-midi cardiaque, Sudbury, Prise de parole, 1985, 77 p.  (ISBN 0920814778)
- Les cascadeurs de l'amour, Sudbury, Prise de parole, 1987, 73 p.  (ISBN 092081493X)
- Poèmes anglais, Sudbury, Prise de parole, 1988, 62 p.  (ISBN 0921573448)
- Amour ambulance, Trois-Rivières, Écrits des Forges, 1989, 85 p.  (ISBN 2890461653)
- Un pépin de pomme sur un poêle à bois, précédé de Grosse guitare rouge, précédé de Le pays de personne, Sudbury, Prise de parole, 1995, 205 p.  (ISBN 2-89423-056-7)
- La fissure de la fiction, Sudbury, Prise de parole, 1997, 49 p.  (ISBN 2-89423-077-X)
- Rouleaux de printemps, Sudbury, Prise de parole, 1999, 95 p.  (ISBN 2-89423-106-7)
- Bleu comme un feu, Sudbury, Prise de parole, 2001, 67 p.  (ISBN 2-89423-107-5)
- Hennissements, Sudbury, Prise de parole, 2002, 103 p.  (ISBN 2-89423-142-3)
- Grosse guitare rouge, musique de René Lussier, Sudbury, Prise de parole, 2004, 1 livre, 1 disque.  (ISBN 2-89423-164-4)
- Désâmé, Sudbury, Prise de parole, 2005, 60 p.  (ISBN 2-89423-176-8)
- Déchu de rien, Montréal, P.Desbiens, 2006, 25 p.  (ISBN 978-2-9809435-1-5)
- Leçons de noyade, Montréal, P.Desbiens, 2006, 26 p.  (ISBN 978-2-9809435-0-8)
- Inédits de vidé, Montréal, P.Desbiens, 2006, 16 p.  (ISBN 978-2-9809435-2-2)
- Sudbury, poèmes 1979-1985, Sudbury, Prise de parole, 2007, 267 p.  (ISBN 9782894232200)
- En temps et lieux, Montréal, L'Oie de Cravan, 2007, 57 p.  (ISBN 978-2-922399-43-1)
- En temps et lieux 2, Montréal, L'Oie de Cravan, 2008, 55 p.  (ISBN 978-2-922399-50-9)
- Décalage, Sudbury, Prise de parole, 2008, 65 p.  (ISBN 978-2-89423-230-9)
- En temps et lieux 3 : le dernier cahier, Montréal, L'Oie de Cravan, 2009, 57 p.  (ISBN 978-2-922399-57-8)
- Poèmes anglais, suivi de, Le pays de personne, suivi de, La fissure de la fiction, Sudbury, Prise de parole, 2010, 223 p.  (ISBN 9782894232477)
- Un pépin de pomme sur un poêle à bois, Sudbury, Prise de parole, 2011, 59 p.  (ISBN 9782894232583)
- Pour de vrai, Montréal, L'Oie de Cravan, 2011, 60 p.  (ISBN 9782922399660)
- Sudbury (poèmes 1979-1985) : L'espace qui reste, suivi de, Sudbury : textes 1981-1983, suivi de, Dans l'après-midi cardiaque, Sudbury, Prise de parole, 2013, 266 p.  (ISBN 9782894239070)
- Les abats du jour, Montréal, L'Oie de Cravan, 2013, 71 p.  (ISBN 9782922399813)
- Rouleaux de printemps, Sudbury, Prise de parole, 2015, 76 p.  (ISBN 9782894239391)
- Vallée des cicatrices, Montréal, L'Oie de Cravan, 2015, 57 p.  (ISBN 9782922399967)
- Le quotidien du poète, Sudbury, Prise de parole, 2016, 56 p.  (ISBN 9782894239698)
- Sous un ciel couleur cayenne, Sudbury, Prise de parole, 2017, 58 p.  (ISBN 9782897440848)
- En temps et lieux : les cahiers complets, Montréal, L'Oie de Cravan, 2017, 135 p.  (ISBN 9782924652084)
- Poèmes, Montréal, L'Oie de Cravan, 2020, n.p.  (ISBN 9782924652312)
- 60 poèmes, Montréal, L'Oie de Cravan, 2021, n.p.  (ISBN 9782924652381)
- Fa que, Montréal, Éditions Mains libres, 2023, 90 p.  (ISBN 9782925197317)
- L'effet de la pluie poussée par le vent sur les bâtiments, Montréal, Éditions Mains libres, 2024, 72 p.  (ISBN 9782925197461)

### Disques et cassettes audio
- La cuisine de la poésie présente: Patrice Desbiens, Prise de parole, cassette audio, 1985.
- Patrice Desbiens et les moyens du bord (avec René Lussier, Guillaume Dostaler, Jean Derome et Pierre Tanguay), Ambiance Magnétique, AM 065, CD, 1999, Durée totale: 57:47.
- Grosse guitare rouge (musique de René Lussier), Sudbury, Prise de parole, 2004, 1 livre & 1 disque audio.

### Romans
- L'effet de la pluie poussée par le vent sur les bâtiments, Montréal, Lanctôt, 1999, 189 p.  (ISBN 2-89485-093-X)

### Récit
- L'Homme invisible, Sudbury, Prise de parole, 1981, 2008, 46 p.  (ISBN 0920814360 et 9782894232286)

### Livre d'artiste
- La troisième Langue de feu, avec des illustrations de Robert Daigneault, Montréal, Steak haché, 2003, 63 p.  (ISBN 2-9807109-2-X)

## Prix et honneurs
- 1985 - Finaliste : Prix du Gouverneur général (pour Dans l'après-midi cardiaque)[22]
- 1985 - Récipiendaire : Prix Nouvel-Ontario (pour Dans l'après-midi cardiaque)[6]
- 1997 - Récipiendaire : Prix Champlain (pour Un pépin de pomme sur un poêle à bois)[2]
- 1998 - Récipiendaire : Prix de poésie Les Terrasses Saint-Sulpice de la revue Estuaire (pour La fissure de la fiction)[12]
- 1998 - Finaliste : Prix Félix-Antoine-Savard de poésie[13]
- 2008 - Récipiendaire : Prix du Salon du livre du Grand Sudbury [13]